# Phonocapteur

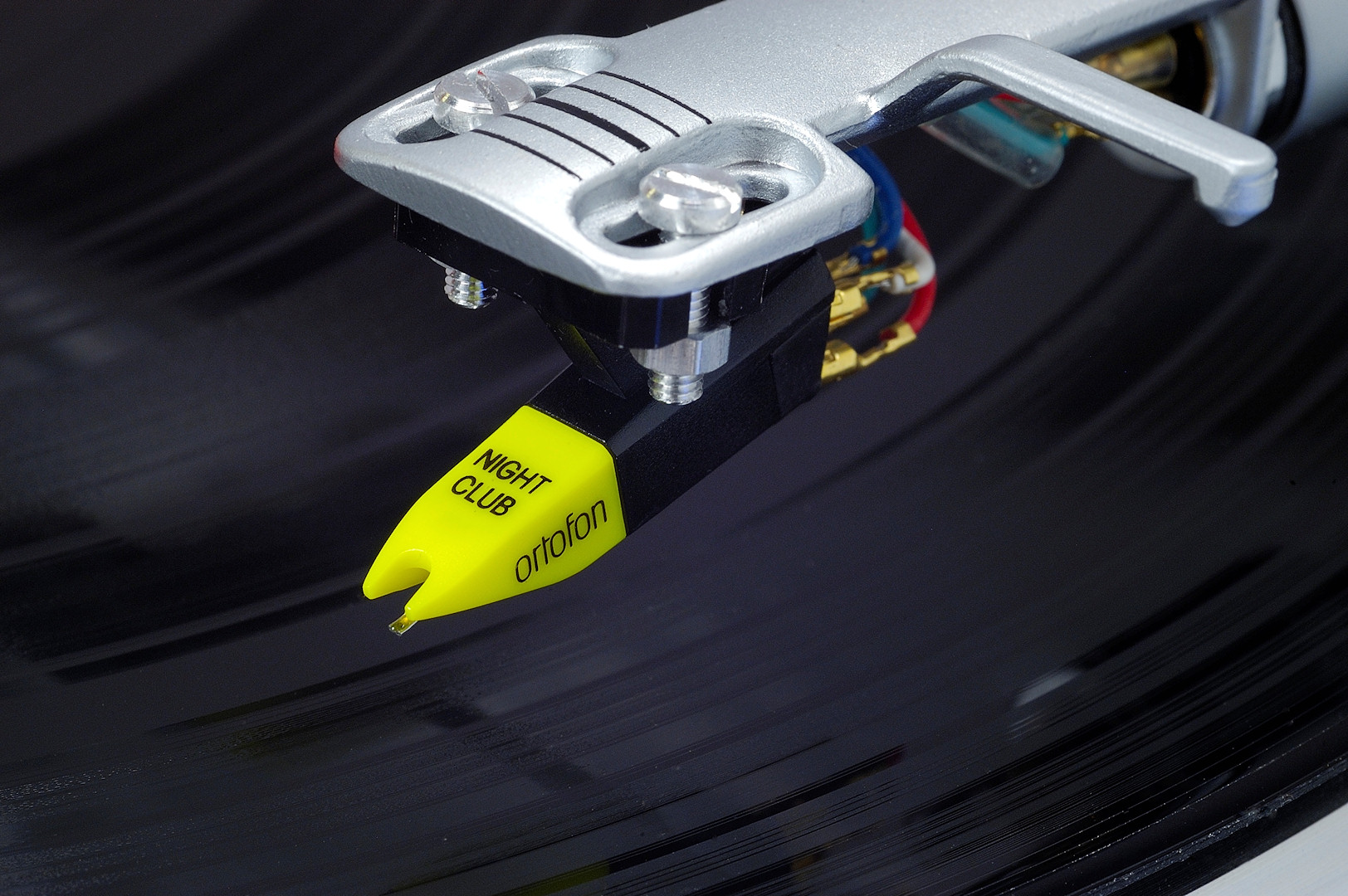
Cellule magnétique à aimant mobile Ortofon

Un phonocapteur, ou cellule phonocaptrice ou plus simplement cellule est un transducteur permettant la lecture des disques vinyles. Il transforme les vibrations mécaniques résultant du mouvement d'une pointe de lecture dans le sillon du disque en signal électrique qui sera ensuite amplifié par un dispositif électronique adapté.
Il existe plusieurs types de phonocapteurs, le plus répandu étant la cellule magnétique.